# Metsosaari (ö i Södra Savolax, Nyslott, lat 62,08, long 28,97)
Metsosaari är en ö i Finland. Den ligger i sjön Ylä-Enonvesi och i kommunen Enonkoski i den ekonomiska regionen  Nyslotts ekonomiska region  och landskapet Södra Savolax, i den sydöstra delen av landet, 300 km nordost om huvudstaden Helsingfors. Öns area är 6,9 hektar och dess största längd är 0,8 kilometer i sydöst-nordvästlig riktning.